# Hürlimann
För andra betydelser, se Hürlimann (olika betydelser).

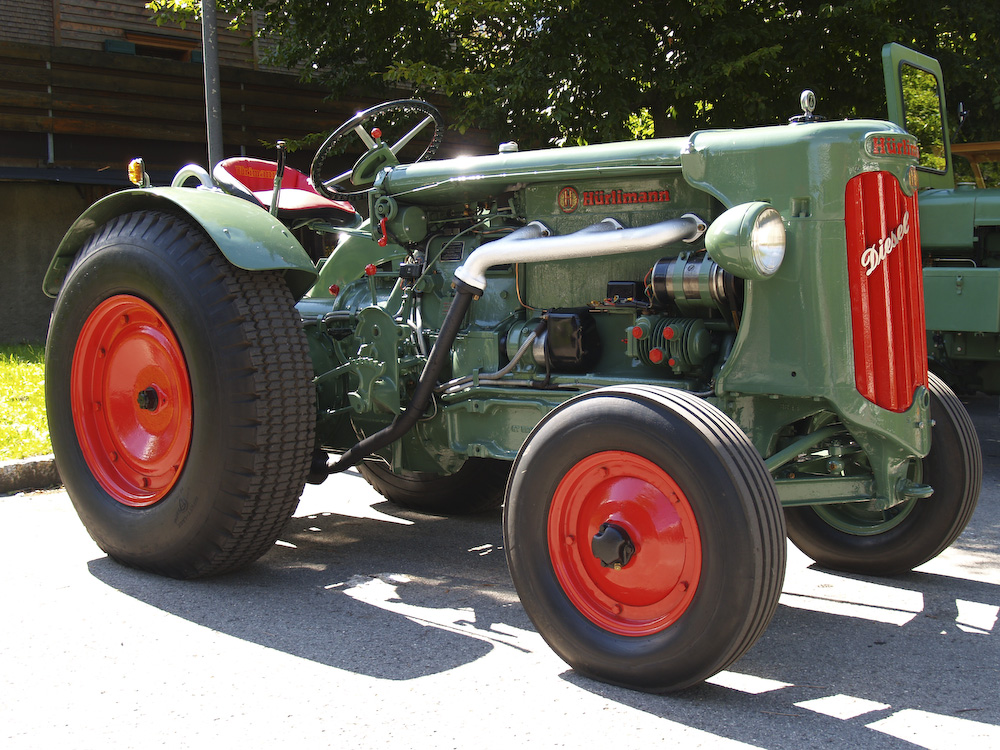
Hürlimann traktor

Hürlimann är en schweizisk traktortillverkare som ingår i SAME Deutz-Fahr (SDF-gruppen). Hürlimann grundades av Hans Hürlimann 1929 i Wil i kantonen St. Gallen. 1976 köptes företaget upp av italienska SAME och de tillverkas idag i SAME:s huvudfabrik i Treviglio.
- Wikimedia Commons har media som rör Hürlimann.